# Тауэр-Хилл

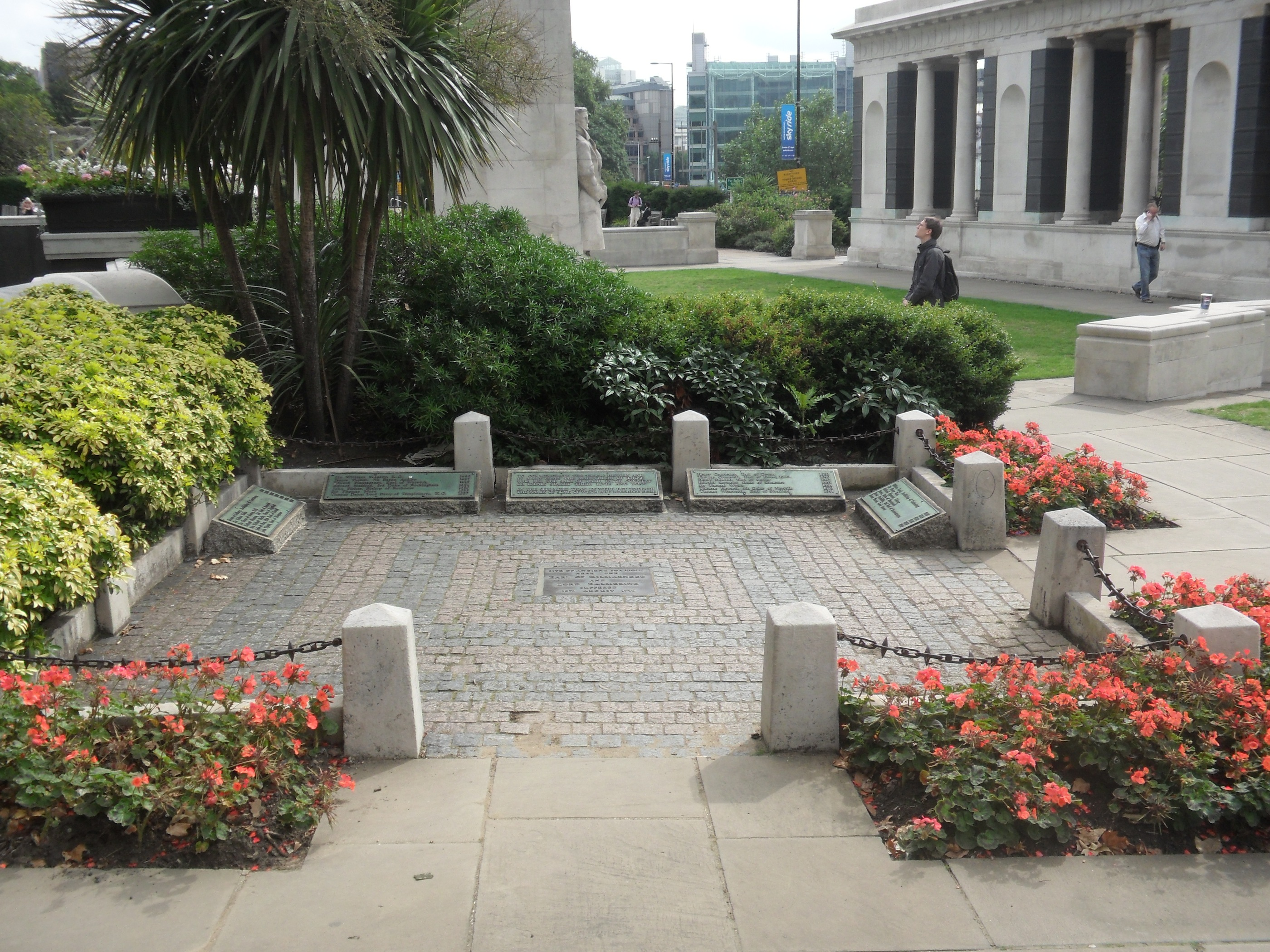
Место на Тауэр-Хилле, где располагался эшафот

Тауэр-Хилл (англ. Tower Hill) — небольшая возвышенная местность в Лондоне к северо-западу от Тауэра.
Раскопки показывают, что первые поселения на холме возникли в бронзовом веке. Позднее там располагалось римское поселение, сожжённое во времена восстания Боудикки.
На Тауэр-Хилле расположена станция доклендского лёгкого метро «Тауэр Гейтвей» и станция лондонского метро «Тауэр Хилл».

## Место казни
Со средних веков Тауэр-Хилл использовался как место публичной казни. На Тауэр-Хилле были казнены такие люди, как:
- 1381 Симон Садбери — архиепископ Кентерберийский
- 1499 Эдуард, 17-й граф Уорик — претендент на английский престол из династии Плантагенетов
- 1502 Джеймс Тиррелл — приближённый короля Ричарда III
- 1521 Эдвард Стаффорд, герцог Бекингем — аристократ и государственный деятель при Тюдорах, казнённый по обвинению в государственной измене
- 1535 Джон Фишер — епископ Рочестерский, канцлер Кембриджского университета, кардинал
- 1535 Томас Мор — английский мыслитель, писатель, гуманист, святой Католической церкви
- 1537 Томас Дарси, барон Дарси — английский государственный деятель и революционер, казнённый за участие в восстании «Благодатное паломничество»
- 1538 Генри Куртене, маркиз Эксетер — двоюродный брат Генриха VIII, казнённый за участие в заговоре с целью свержения короля
- 1539 Николас Кэрью — придворный и фаворит Генриха VIII, казнённый как сообщник маркиза Эксетера
- 1540 Томас Кромвель — первый советник Генриха VIII в 1532-40 годах, главный идеолог Английской Реформации
- 1547 Генри Говард, граф Суррей — английский аристократ, один из основателей английской поэзии эпохи Возрождения
- 1552 Эдвард Сеймур, герцог Сомерсет — дядя короля Эдуарда VI, в 1547—1549 годах — регент (лорд-протектор) Англии
- 1554 Гилфорд Дадли — супруг леди Джейн Грей, королевы Англии, правившей всего 9 дней
- 1572 Томас Говард, 4-й герцог Норфолк — английский государственный деятель при дворе королевы Елизаветы I Тюдор
- 1662 Джон Оки — английский офицер, цареубийца Карла I
- 1685 Джеймс Скотт, 1-й герцог Монмут — внебрачный сын Карла II